# Mythimna suffusa
Mythimna suffusa là một loài bướm đêm trong họ Noctuidae.